# Mikkel Hansen
Mikkel Hansen (Helsingør, 22 oktober 1987) is een Deens handballer die momenteel onder contract staat bij Aalborg Håndbold. Hij werd verkozen tot beste handballer van de wereld in 2011 door de internationale handbalfederatie. Mikkel Hansen is ook Europees kampioen met het Deense nationale team. Hij werd ook in het all-starteam van het toernooi gekozen als de beste linkeropbouwer.

## Clubstatistieken
| Seizoen | Club                | Competitie       | Duels | Goals | Geel | 2 min | Rood |
| ------- | ------------------- | ---------------- | ----- | ----- | ---- | ----- | ---- |
| 2013/14 | Paris Saint-Germain | LNH 1            | 23    | 103   | 6    | 7     | 0    |
| 2013/14 | Paris Saint-Germain | Champions League | 13    | 56    | 3    | 1     | 0    |
| Totaal  | Totaal              | Totaal           | 36    | 159   | 9    | 8     | 0    |

## Prijzen

#### Met FC Barcelona Handbol
| Nationaal        |    |            |
| Asobal Cup       | 1x | 2010       |
| Spaanse beker    | 2x | 2009, 2010 |
| Spaanse Supercup | 2x | 2009, 2010 |

#### Met Denemarken
| Mondiaal   |    |                              |
| WK Handbal | 4x | (2011), (2013),(2019),(2021) |
| EK Handbal | 3x | (2012), (2014),3de(2022)     |

 Veselin Vujović (1988) ·
 Kang Jae-won (1989) ·
 Magnus Wislander (1990) ·
 Talant Duyshebaev (1994) ·
 Jackson Richardson (1995) ·
 Talant Duyshebaev (1996) ·
 Stéphane Stoecklin (1997) ·
 Daniel Stephan (1998) ·
 Rafael Guijosa (1999) ·
 Dragan Škrbić (2000) ·
 Yoon Kyung-shin (2001) ·
 Bertrand Gille (2002) ·
 Ivano Balić (2003) ·
 Henning Fritz (2004) ·
 Árpád Sterbik (2005) ·
 Ivano Balić (2006) ·
 Nikola Karabatić (2007) ·
 Thierry Omeyer (2008) ·
 Sławomir Szmal (2009) ·
 Filip Jícha (2010) ·
 Mikkel Hansen (2011) ·
 Daniel Narcisse (2012) ·
 Domagoj Duvnjak (2013) ·
 Nikola Karabatić (2014) ·
 Mikkel Hansen (2015) ·
 Nikola Karabatić (2016) ·
 Mikkel Hansen (2018) ·
 Niklas Landin Jacobsen] (2019) ·
 Niklas Landin Jacobsen] (2021)